# Акименко Сергій Васильович
Сергій Васильович Акименко (рос. Сергей Васильевич Акименко, нар. 13 грудня 1959, Сталіно) — радянський та український футболіст, нападник.

## Життєпис
У 1977-1980 роках грав за дублюючий склад донецького «Шахтаря». З 1981 року у вищій лізі зіграв за команду 114 ігор, забив 4 м'ячів. По ходу сезону 1987 року перейшов у клуб другої ліги «Шахтар» Горлівка. У 1990-1995 роках грав у складі аматорського клубу «Шахтар» (Сніжне).
У 2008 році працював директором в українській газеті «Труд».
Доньки-близнючки Катерина  та Єлизавета (нар. 2001), а також син Владислав  на юнацькому рівні виступали в тенісних змаганнях..

## Досягнення
- Кубок СРСР
  -  Володар (1): 1983
  -  Фіналіст (1): 1985